# Ford Model F
Pour le tracteur, voir Fordson.

La Ford Model F est une automobile produite par Ford. C'était un développement des Ford A et Ford Model C, mais elle était plus grande, plus moderne et plus luxueuse. La production a commencé en 1905 et s'est terminée en 1906 après environ 1000 exemplaires. Elle a été construite à l'usine Ford de l'avenue Piquette. C'était un phaeton à quatre places avec des marchepieds et un tonneau à entrée latérale standard. Son prix était compris entre 1 000 USD (équivalent à 28 456 USD en 2019) et 1 200 USD (équivalent à 34 147 USD en 2019); en revanche, la Colt Runabout coûtait 1 500 $, la FAL coûtait 1 750 $, la Cole 30 coûtait 1 500 $, l'Enger 40 coûtait 2 000 $, et la Lozier Light Six Metropolitan 3 250 $. Elles avaient toutes des carrosseries vertes.